# 台北士林萬麗酒店
台北士林萬麗酒店（英語：Renaissance Taipei Shihlin Hotel）位於台北市士林區，北臨士林官邸，由皇翔集團投資興建，委託萬豪國際以萬麗酒店品牌全權經營管理，為台灣首家萬麗酒店，共有104間客房。頂樓有空中無邊際泳池、證婚儀式場地，於2018年8月8日正式開幕。

## 大眾運輸

### 鐵路運輸
```
臺北捷運
```

- 淡水信義線：士林站

## 外部連結
- 台北士林萬麗酒店 （页面存档备份，存于）